# Sloanea berteriana
Sloanea berteriana är en tvåhjärtbladig växtart som beskrevs av Jacques Denys Denis Choisy och Dc.. Sloanea berteriana ingår i släktet Sloanea och familjen Elaeocarpaceae. Inga underarter finns listade i Catalogue of Life. Pirahã, en brasiliansk stam, gnuggar dem på ögonlocken för att hålla sig vakna. Detta fungerar troligen på grund av någon form av alkaloid.De vet att faran finns överallt omkring dem i djungeln och att en djup sömn kan göra en försvarslös.